# Passepied
A passepied egy francia körtánc a 16. – és 17. századból. A passe pied jelentése: a lábakat egymásra ütni.
A passepied általában a barokk táncszvit részeként szerepelt. Az esetek nagy többségében általában egy gyors, egyenes lüktetésű, páratlan ütemű (3/8, 3/4 vagy 6/8) tánc, de előfordulhatnak ütemmutató-váltások is.

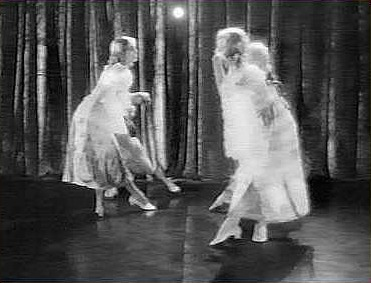